# SB-LL1
SB-LL1 ist eine Startklasse für Sportler im paralympischen Wintersport für Sportler im Para-Snowboarding. Die Zugehörigkeit von Sportlern zur Startklasse ist wie folgt skizziert:
Snowboarder der Klasse SB-LL1 haben deutliche Schwierigkeiten beim Balancieren, dem Steuern des Snowboards und beim Abfedern des Terrains aufgrund von Beeinträchtigungen in den unteren Extremitäten. Eines der folgenden Minimumkriterien muss erfüllt sein:
- starke Beeinträchtigung in einem Bein, zum Beispiel eine Amputation im oder oberhalb des Knies - oder
- starke Beeinträchtigung in einem Bein, zum Beispiel ein steifes Gelenk im Knie - oder
- mäßige Beeinträchtigung in zwei Beinen, zum Beispiel eine beidseitige Amputation unterhalb des Knies, im oder oberhalb des Sprunggelenks - oder
- deutliche, mäßige, kombinierte Beeinträchtigung in zwei Beinen, zum Beispiel Muskelschwäche oder Spastik in zwei Beinen.

Es gilt:
- bei Amputationen sind Prothesen zu tragen.